# Боливуд
Боливуд (на английски: Bollywood, на хинди: बॉलीवुड) е наименование на голямата киноиндустрия, включваща кинопродукции и филми на хинди. Името е създадено по аналогия с Холивуд в Калифорния, САЩ, като първата сричка е сменена с тази на Бомбай (днес Мумбай). Често цялото индийско кино неправилно се нарича Боливуд. Това е най-масивната филмова продукция с 364 филма на хинди за 2017 г. През 2001 г. индийското кино, заедно с Боливуд продава 3.6 милиарда билети по целия свят. Сравнен с Холивуд, Боливуд продава с един милиард билети повече.
Боливуд е един от най-големите производители на филми в света, като основният език в тях е предимно хинди, но също така урду и пенджаби. Едни от най-известните снимачни студия са „Филмалая“ и „Филм сити“, разположени в северната част на Мумбай.
Един от най-популярните жанрове в индийското кино от 1970 г. е масала филмът, който съчетава жанровете екшън, комедия, драма и романс. Този тип филми са характеризирани най-често към музикалния жанр. От 1960 г. Индия е най-големият производител на музикални филми в света.
Някои от най-прочутите боливудски актьори са Шах Рук Хан, Амитабх Баччан, Хритик Рошан, Дхармендра, Салман Хан, Аамир Хан, Раджеш Хана, Радж Капур, Сейф Али Хан, Дев Ананд, Дилип Кумар, Риши Капур, Аджай Девган, Ранвир Синх  и др., а сред актрисите Айшвария Рай, Мадхури Дикшит, Шридеви,  Хема Малини, Каджол, Прити Зинта, Приянка Чопра, Рани Мукерджи, Карина Капур, Дипика Падуконе, Мадхубала, Рекха и др.